# Rhaphidorrhynchium jolliffii
Rhaphidorrhynchium jolliffii là một loài rêu trong họ Sematophyllaceae. Loài này được (Hook. f.) Broth. mô tả khoa học đầu tiên năm 1925.